# Galerie Lehner
Galerie Lehner es una galería de arte situada en el centro histórico de Viena (Austria), rodeada de edificios culturales como la Secesión de Viena o Academia de Bellas Artes de Viena y con más de 30 años de experiencia en el sector del arte.